# Vata (football)
Pour les articles homonymes, voir Vata.
Vata Matanu Garcia est un footballeur angolais né le 19 mars 1961 à Uíge. Il évoluait au poste d'attaquant.

## Biographie
Attaquant prolifique du football portugais, il est meilleur buteur du championnat en 1989.
Sa réputation fut entachée par son but de la main inscrit le 18 avril 1990 lors de la demi-finale retour de Coupe des clubs champions européens entre le Benfica Lisbonne et l’Olympique de Marseille, qui qualifie le Benfica, et reste depuis plus de 30 ans, un traumatisme dans l’histoire du football français.
Avec l'Angola, il dispute 65 matchs et marque 20 buts de 1985 à 1993.

## Carrière

### En tant que joueur
- 1980-1983 :  Progresso
- 1983-1984 :  RD Águeda
- 1984-1988 :  Varzim
- 1988-1991 :  Benfica
- 1991-1992 :  Estrela da Amadora
- 1992-1993 :  SCU Torreense
- 1993-1994 :  Floriana FC
- 1994-1999 :  Gelora Dewata

### En tant qu'entraîneur
- 2005-2006 :  Mitra Kukar FC
- 2011 :  Santos FC

## Palmarès
- Champion du Portugal en 1989 et en 1991
- Vainqueur de la Supercoupe du Portugal en 1989
- Finaliste de la Coupe d'Europe des Clubs Champions en 1990 avec le Benfica Lisbonne